# Get Hard
Get Hard er en amerikansk komediefilm instrueret af Etan Cohen (i sin instruktørdebut) og skrevet af Etan Cohen, Jay Martel og Ian Roberts. Hovedrollerne spilles af Will Ferrell, Kevin Hart, Alison Brie, Edwina Findley og Craig T. Nelson. Filmen blev udgivet 27. marts, 2015 i USA og modtog negative anmeldelser men var en finansiel succes, og indbragte over 105 millioner dollars.

## Medvirkende
- Will Ferrell som James King
- Kevin Hart som Darnell Lewis
- Alison Brie som Alissa Barrow
- Edwina Findley som Rita Lewis
- Craig T. Nelson som Martin Barrow
- T.I. som Russell
- Ariana Neal somMakayla Lewis
- Greg Germann som Peter Penny
- Paul Ben-Victor som Gayle
- Dan Bakkedahl som Leo
- Erick Chavarria som Cecelio
- Jon Eyez som Big Mike
- Nito Larioza som Jaoa
- Ron Funches som Jojo
- John Mayer som sigselv